# Právo na životní úroveň

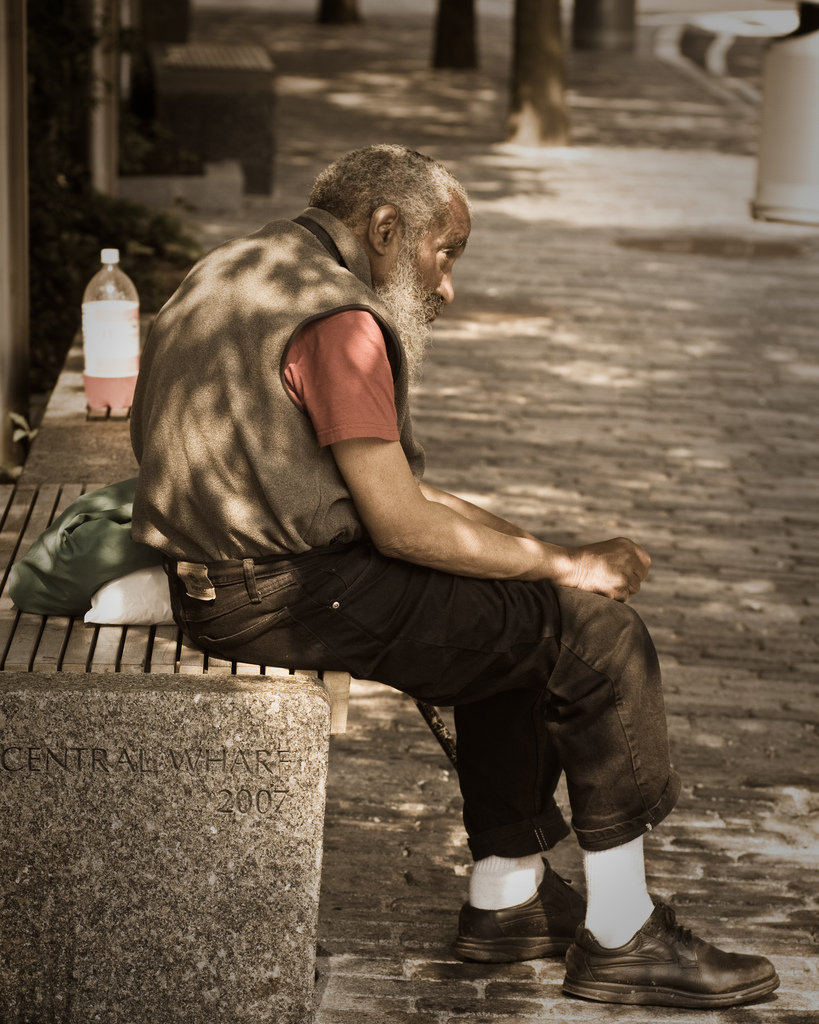
Starší bezdomovec v Bostonu, Spojené státy americké

Právo na životní úroveň je jedno ze sociálních lidských práv. Ukládá státu povinnost přijímat opatření, která vedou k zajištění bydlení, stravy, ošacení, pomoci ve stáří, lékařské pomoci, pomoci při nezpůsobilosti k práci, při ovdovění nebo v ostatních případech ztráty příjmu. Jde o jeden z výchozích principů práva sociálního zabezpečení. Stát pro jeho realizaci zaručuje minimální mzdu a různé typy dávek. Úzce souvisí s právem na život (čl. 6 Listiny základních práv a svobod) a hodnotami lidské důstojnosti (čl. 1 Listiny základních práv a svobod). Je celosvětově zakotveno a není vázáno na státní občanství, což znamená, že patří k základním životním podmínkám, které by pro občany i stát měly být samozřejmostí. Obsah práva na přiměřenou životní úroveň se mění v závislosti na historickém, sociálním a ekonomickém vývoji, a to jak globálním, tak i vývoji jednotlivých zemí.

## Právní zakotvení
Konkrétní specifikace tohoto práva se nachází v řadě právních předpisů a dokumentů.

Čl. 25 Všeobecné deklarace lidských práv uvádí: 
Každý má právo na takovou životní úroveň, která by byla s to zajistit jeho zdraví a blahobyt i zdraví a blahobyt jeho rodiny, počítajíc v to zejména výživu, šatstvo, byt a lékařskou péči, jakož i nezbytná sociální opatření; má právo na zabezpečení v nezaměstnanosti, v nemoci, při nezpůsobilosti k práci, při ovdovění, ve stáří nebo v ostatních případech ztráty výdělečných možností, nastalé v důsledku okolností nezávislých na jeho vůli. 
Toto ustanovení Všeobecné deklarace lidských práv rozpracovává právně závazným způsobem čl. 11 Mezinárodního paktu o hospodářských, sociálních a kulturních právech: 
Státy, smluvní strany Paktu, uznávají právo každého jednotlivce na přiměřenou životní úroveň pro něj a jeho rodinu, zahrnujíce v to dostatečnou výživu, šatstvo, byt a na neustálé zlepšování životních podmínek. Smluvní státy podniknou odpovídající kroky, aby zajistily uskutečnění tohoto práva, uznávajíce pro dosažení tohoto cíle zásadní důležitost mezinárodní spolupráce, založené na svobodném souhlasu.
Státy, smluvní strany Paktu, uznávajíce základní právo každého na osvobození od hladu, učiní jak jednotlivě, tak i na základě mezinárodní součinnosti taková opatření, zahrnujíc v to zvláštní programy, jichž je zapotřebí:
a) ke zlepšení způsobů výroby, uchovávání a distribuce potravin plným využitím technického a vědeckého poznání, šířením znalostí o zásadách výživy a rozvíjením nebo reformováním zemědělských systémů takovým způsobem, aby se dosáhlo nejúčinnějšího rozvoje a využití přírodních zdrojů;
b) k zajištění spravedlivé distribuce světových zásob potravin v poměru k potřebě, s přihlédnutím k problémům jak zemí dovážejících potraviny, tak zemí, které potraviny vyvážejí.
Čl. 30 odst. 2 Listiny základních práv a svobod stanovuje: 
Každý, kdo je v hmotné nouzi, má právo na takovou pomoc, která je nezbytná pro zajištění základních životních podmínek.
Evropská sociální charta uvádí v právu na sociální, právní a hospodářskou ochranu: 
S cílem zajistit nezbytné podmínky pro plný rozvoj rodiny, která je základní jednotkou společnosti, se smluvní strany zavazují podporovat ekonomickou, právní a sociální ochranu rodinného života takovými prostředky, jako jsou rodinné dávky, daňová opatření, poskytování bydlení pro rodinu, dávek novomanželům a jinými vhodnými prostředky.

## Práva zahrnutá do práva na životní úroveň
Právo na byt – stanovuje například Evropská sociální charta, která uvádí v čl. 31, že každý má právo na bydlení a že státy mají přijímat opatření s cílem podporovat dostupnost bydlení přiměřené úrovně, předcházet a omezovat bezdomovectví s cílem jeho postupného odstranění a stanovit ceny bydlení tak, aby byly přístupné těm, kteří nemají dostatek prostředků.
Právo na bydlení můžeme chápat jako právo na pomoc společnosti vůči občanovi, který není schopen si sám zajistit a udržet odpovídající bydlení.
Právo na dostatečnou výživu – toto právo je problematické aplikovat v praxi, především s ohledem na nutnost velkých finančních výdajů státu, a státy navíc nejsou schopny v dostatečné míře uchovávat a spravedlivě distribuovat potraviny v zemích, kde výše nejnižší částky, kterou stát občanovi garantuje jako jeho měsíční příjem, je nižší, nežli běžně reálné náklady občana na zdravou stravu bez podvýživeného těla, dle aktuálně dostupných regionálních analýz odborných výživových poradců. Běžně se tato částka v České republice nazývá „EXISTENČNÍ MINIMUM“, která je aktuálně nastavena v ČR na cca 2400,-Kč měsíčně. Úřad práce, který v ČR o výplatě této částky občanovi, který se nachází v hmotné nouzi, rozhoduje, ve svém rozhodnutí, v oznámení o zahájení a průběhu výplaty této sociální dávky zároveň oznamuje, že tato vyplácená částka je občanovi vyplacena za účelem použití peněz na živobytí, tedy na stravu a ošacení. Nutno je však podotknout, že dle odborných studií výživových poradců ČR je aktuálně k zajištění zdravé stravy bez podvýživeného těla dle dostupných informací na internetu, zapotřebí pro občana měsíční částka na výdaje s tím spojené ve výši 6500,-Kč. Dosavadní limit tzv. existenčního minima nebyl v České republice valorizován cca od roku 1991, tedy k dnešnímu dni, r. 2016 bezmála 26 let. Toto je jistě důvodem, proč v ulicích českého státu žijí, běžně jsou k vidění, zubožení lidé, mnohdy bezdomovci, žebrající o drobné na polévku, či na nocležné. Dle informace serveru novinky.cz je v roce 2016 v ČR cca 65 tisíc bezdomovců.
Právo na šatstvo – toto právo je sledováno s nejnižší intenzitou.
Právo na osvobození od hladu – stát má povinnost zaručit minimální mzdu, která člověku umožní žít důstojným životem.
Právo na lékařskou péči – v zájmu tohoto práva stát přijímá opatření zahrnující kroky ke zdravému vývoji dětí (v prenatálním, perinatálním i postnatálním období), zlepšení vnějších životních podmínek a hygieny, prevenci, léčení a kontrolu epidemických chorob, chorob z povolání, vytvoření podmínek k péči o všechny nemocné občany atp. Toto právo se prolíná s mnoha dalšími zákony a ustanoveními, můžeme ho nalézt například v čl. 31 Listiny základních práv a svobod, podle které mají občané právo na bezplatnou zdravotní péči.

### Práva na životní úroveň v rodině
Rodina – veřejná sociální politika se zaměřuje hlavně na mateřství, rodičovství, výchovu a výživu dítěte v rodině, ochranu dětí a žen v rodině a pomoc při ztrátě živitele. Narození dítěte znamená zvýšení rodinných nákladů, ať už jde o výživu, preventivní a léčebnou péči, vzdělání nebo výchovu dítěte. Stát se proto rozhodl tuto situaci řešit podporou rodin. K tomu užívá finance ze sociálního pojištění nebo (častěji) dávky ze státního rozpočtu. Chudoba rodiny se řeší rodinnými dávkami, které jsou základní formou hmotného zabezpečení rodiny. Jejich úkolem je přispět rodině k zaplacení zvýšených nákladů spojených s výchovou dítěte a omezit tak snižování životní úrovně rodin s dětmi. Pokud rodina nedosahuje na životní minimum, nemusí platit daně, naopak má nárok na to, aby se příjem rodiny finančně vyrovnal s životním minimem (tzv. životní úlevy).
Neúplná rodina – pokud je rodina neúplná, je více pravděpodobné sociální vyloučení. Důvodem je především nezaměstnatelnost jednoho rodiče – samoživitele, či v opačném případě zanedbání péče o dítě. Taková rodina od státu nedostává příspěvky určené pro úplné rodiny, a proto jsou pro ni určeny dávky v hmotné nouzi.
Novomanželé – pro zajištění lepší životní úrovně novomanželů existuje možnost pořízení důstojného bydlení, které lze řešit bezúročnými půjčkami s odpisy při narození dítěte.
Ztráta živitele úmrtím – sociální událost, při které mají nejbližší členové rodiny nárok na hmotné zabezpečení, a to formou krátkodobých nebo dlouhodobých dávek, tj. členové rodiny mohou pobírat důchod vdovský, vdovecký či sirotčí, podle toho kým se po úmrtí živitele stanou. Účelem této dávky je zajistit rodině pozůstalého přiměřenou životní úroveň.
Výživné – v občanském zákoníku je možné najít zmínky o životní úrovni zejména v souvislosti výživným. Jedná se o výživné v případě osobního bankrotu, výživné mezi manžely, výživné na nezaopatřené děti, vůči nimž mají vyživovací povinnost oba rodiče. Ti mají vyživovací povinnost s ohledem na to, aby byla všem zachována přiměřená životní úroveň. Pokud nejsou manželé po rozvodu schopni se na výši výživného shodnout, rozhoduje o něm soud.

## Instituce zabývající se právem na životní úroveň
Naplňování sociálních práv je do značné míry otázkou politickou, která je závislá na ekonomických možnostech státu. Proto se právem na životní úroveň zabývá řada institucí, jak na národní, tak na mezinárodní úrovni. Hlavními orgány v České republice jsou Ministerstvo práce a sociálních věcí, Česká správa sociálního zabezpečení a úřady práce. Ty poskytují dávky adresně konkrétním příjemcům a tak reagují na životní situace, které jejich životní úroveň ohrožují. Pokud se v této otázce vyskytnou nějaké spory, rozhodují o nich s konečnou platností české soudy.
Na mezinárodní úrovni se tímto právem zabývají:
- Výbor pro lidská práva
- Komise pro lidská práva,
- Evropský soud pro lidská práva
- a další instituce[11]

- např.: Organizace Unicef (Dětský fond OSN), která se věnuje zlepšování životních podmínek dětí, jejich zdravotní péčí, výživou, hygienou i vzděláním,[12] či

- Světová obchodní organizace (World Trade Organization - WTO), jejímž cílem je zvýšit životní úroveň v členských státech prostřednictvím dosažení plné zaměstnanosti a rostoucí úrovně důchodů.[13]

### Právní předpisy
Jednotlivé aspekty práva na životní úroveň upravuje řada právních předpisů, např.:
- zákon č. 110/2006 Sb., o životním a existenčním minimu,[14]
- zákon č. 111/2006 Sb., o pomoci v hmotné nouzi,[15]
- zákon č. 155/1995 Sb., o důchodovém pojištění[16]
- zákon č. 117/1995 Sb., o státní sociální podpoře.[17]